# Trichopria nixoni
Trichopria nixoni is een vliesvleugelig insect uit de familie van de Diapriidae. De wetenschappelijke naam van de soort is voor het eerst geldig gepubliceerd in 1995 door Notton.